# Neurobezzia
Neurobezzia är ett släkte av tvåvingar. Neurobezzia ingår i familjen svidknott.
Kladogram enligt Catalogue of Life:
| Neurobezzia | \| \| Neurobezzia granulosa \| \| \| \| \| \| Neurobezzia singularis \| \| \| \| \| \| Neurobezzia tsacasi \| \| \| \| |
|             | \| \| Neurobezzia granulosa \| \| \| \| \| \| Neurobezzia singularis \| \| \| \| \| \| Neurobezzia tsacasi \| \| \| \| |
|             | Neurobezzia granulosa                                                                                                  |
|             | |
|             | Neurobezzia singularis                                                                                                 |
|             | |
|             | Neurobezzia tsacasi |
|             | |